# Tour de Delta
Le Tour de Delta est une série de courses cyclistes sur route disputée à Delta, en Colombie-Britannique, au Canada, et créée en 2001. L'une de ces courses, la White Spot Delta Road Race, figure au calendrier de l'UCI America Tour depuis 2013 et au calendrier féminin de l'UCI depuis 2014.

## Palmarès de la White Spot Delta Road Race

### Hommes
| Année           | Vainqueur          | Deuxième         | Troisième        |                  |
| --------------- | ------------------ | ---------------- | ---------------- | ---------------- |
| Tour de Delta   |                    |                  |                  |                  |
| 2001            | Graeme Miller      |                  |                  |                  |
| 2002            | Eric Wohlberg      |                  |                  |                  |
| 2003            | William Frischkorn | Tyler Farrar     | Danny Pate       |                  |
| 2004            | Gordon Fraser      |                  |                  |                  |
| 2005            | Kirk O'Bee         | Tyler Farrar     | Gordon Fraser    |                  |
| 2006            | Cameron Evans      | Kirk O'Bee       | Hilton Clarke    |                  |
| 2007            | Zachary Bell       | Andrew Pinfold   | Kirk O'Bee       |                  |
| 2008            | Zachary Bell       | Matthew Shriver  | Andrew Pinfold   |                  |
| 2009            | Ryan Anderson      | Andrew Pinfold   | Will Routley     |                  |
| 2010            | David Veilleux     | Svein Tuft       | Zachary Bell     |                  |
| 2011            | Andrew Pinfold     | Carlos Alzate    | Ryan Anderson    |                  |
| 2012            | Steve Fisher       | Ryan Anderson    | Tommy Nankervis  |                  |
| 2013            | Steve Fisher       | Yannick Mayer    | Ryan Anderson    |                  |
| Delta Road Race |                    |                  |                  |                  |
| 2014            | Jesse Anthony      | Ryan Anderson    | Pierrick Naud    |                  |
| 2015            | Eric Young         | Ryan Anderson    | Brandon Etzl     |                  |
| 2016            | Ryan Roth          | Bruno Langlois   | Steve Fisher     |                  |
| 2017            | John Murphy        | Ryan MacAnally   | Scott Law        |                  |
| 2018            | Adam de Vos        | Kaler Marshall   | Eric Young       |                  |
| 2019            | Sam Bassetti       | Kaler Marshall   | Florenz Knauer   |                  |
| 2020            | annulé/abandonné   | annulé/abandonné | annulé/abandonné | annulé/abandonné |
| 2021            | annulé/abandonné   | annulé/abandonné | annulé/abandonné | annulé/abandonné |

### Femmes
| Année | Vainqueur          | Deuxième           | Troisième          |                  |
| ----- | ------------------ | ------------------ | ------------------ | ---------------- |
| 2011  | Jasmin Duehring    | Karlee Gendron     | Dana Walton        |                  |
| 2012  | Morgan Cabot       | Stephanie Roorda   | Kate Finegan       |                  |
| 2013  | Leah Kirchmann     | Elle Anderson      | Robin Farina       |                  |
| 2014  | Leah Kirchmann     | Samantha Schneider | Lauren Stephens    |                  |
| 2015  | Shelley Olds       | Leah Kirchmann     | Joanne Kiesanowski |                  |
| 2016  | Joëlle Numainville | Sara Bergen        | Alison Jackson     |                  |
| 2017  | Kendall Ryan       | Lizzie Williams    | Holly Edmondston   |                  |
| 2018  | Kendall Ryan       | Lily Williams      | Kirsti Lay         |                  |
| 2019  | Alison Jackson     | Marie-Soleil Blais | Starla Teddergreen |                  |
| 2020  | annulé/abandonné   | annulé/abandonné   | annulé/abandonné   | annulé/abandonné |
| 2021  | annulé/abandonné   | annulé/abandonné   | annulé/abandonné   | annulé/abandonné |